# Quinto Márcio Rex (cônsul em 118 a.C.)
Quinto Márcio Rex (em latim: Quintus Marcius Rex) foi um político da gente Márcia da República Romana eleito cônsul em 118 a.C. com Marco Pórcio Catão. Seu pai, Quinto Márcio Rex, foi pretor em 144 a.C. e construiu o maior aqueduto da cidade, a Água Márcia, conhecido pela pureza da água que trazia, sempre fresca. Seu agnome, "Rex", é uma referência à alegada descendência de sua poderosa família do quarto rei de Roma, Anco Márcio.

## Carreira
Márcio Rex foi eleito cônsul com Marco Pórcio Catão em 118 a.C., ano no qual foi fundada a colônia de Narbo Márcio (moderna Narbona) na região que ficaria, depois, conhecida como Gália Narbonense. Recebeu o comando da guerra contra os estinianos (stoeni), uma tribo de lígures que vivia no sopé dos Alpes. Depois de vencê-los em combate, Rex obteve um triunfo sobre eles. Infelizmente, Márcio Rex também perdeu, durante seu mandato, seu único filho, uma grande promessa entre os jovens romanos. Muito habilidoso em controlar seus sentimentos, reuniu-se com os demais senadores no dia do enterro de seu filho e realizou normalmente suas atividades, apesar da imensa dor que sentia. Apesar da morte de seu filho, provavelmente teve um neto, também chamado Quinto Márcio Rex, que foi cônsul em 68 a.C..
Foi processado anos mais tarde e defendido por Marco Antônio Orador.

## Família
Sua irmã, Márcia Rex ou Márcia "Régia", casou-se com Caio Júlio César. Deste matrimônio nasceram Sexto Júlio César, um aliado de Caio Mário e cônsul em 91 a.C., Júlia César, esposa de Mário, e Caio Júlio César, um pretor que se casou com Aurélia Cota e com quem teve o ditador Júlio César. Outro descendente de Márcio Rex, Lúcio Márcio Filipo, foi cônsul em 56 a.C.. Fontes da época confirmam que, do matrimônio entre Márcia e o avô de César nasceu uma outra filha, "Júlia Menor" ou "Julila", que se casou com Lúcio Cornélio Sula, um casamento que explicaria a proximidade entre Mário e Sila durante a guerra contra Jugurta do Reino da Numídia.